# Zoroasteridae
Zoroasteridae es una familia de Asteroidea (estrellas de mar) en el orden Forcipulatida.
El disco es pequeño, con placas grandes en un arreglo regular de placas primarias radiales, interradiales, centrodorsales y algunas adicionales. Los radios son delgados y disminuyen su grosor hasta la punta. Tienen series carinales regulares, y las placas no están rodeadas de escamas cubiertas de piel. Las placas de los brazos arregladas en series longitudinales y transversales. Las placas adambulacrales alternan una placa carinada y una no carinada. Las placas superambulacrales están presentes pero generalmente sólo son proximales, y la primera no modificada para formar un contrafuerte conspicuo entre las placas ambulacrales y la pared del cuerpo. Los pedicelarios son pequeños, rectos, nunca cruzados. Las espinas son delicadas y delgadas.

## Géneros
Se describen los siguientes géneros vivientes:
- Bythiolophus Fisher, 1916 (monotípico)
  - B. acanthinus Fisher, 1916
- Cnemidaster Sladen, 1889 (seis especies)
- Doraster Downey, 1970 (monotípico)
  - D. constellatus Downey, 1970
- Myxoderma Fisher, 1905 (cinco especies)
- Pholidaster Sladen, 1889 (monotípico)
  - P. squamatus Sladen, 1889
- Sagenaster Mah, 2007 (monotípico)
  - S. evermanni (Fisher, 1905)
- Zoroaster Thomson, 1873 (20 especies)

Y, un genus extinto conocido:
- Terminaster Hess, 1974†